# Muavenet-i Milliye
Die Muavenet-i Milliye war ein Zerstörer der osmanischen Marine, der für die Kaiserliche Marine ursprünglich als Torpedoboot S 165 gebaut wurde und 1910 an die osmanische Marine verkauft wurde. Während der Schlacht um Gallipoli versenkte sie 1915 das britische Linienschiff Goliath.

## Erwerbsgeschichte
„Muavenet“ bedeutet Unterstützung in Türkisch und der vollständige Name dieses Schiffes „Muavenet-i Milliye“ bedeutet nationale Unterstützung. Sie erhielt den Namen zu Ehren einer freiwilligen Organisation, die öffentliche Mittel für den Ausbau der Streitkräfte sammelte. Die im Juli 1909 gegründete Organisation „Donanma-i Osmani Muavenet-i Milliye Cemiyeti“ (Gesellschaft für die nationale Unterstützung der Osmanischen Marine) wurde von 28 bekannten türkischen Geschäftsleuten in Istanbul gegründet und fand Unterstützung in der Gesellschaft als „Donanma Cemiyeti“ (Marine Verband). Muavenet-i Milliye war das erste Schiff, dessen Beschaffung in Deutschland, durch die Bemühungen des Verbandes und zum Teil durch seine beschafften Mittel ermöglicht wurde. Die Sammlung von Mitteln für den Ausbau der Flotte wurde eine nationale Aufgabe, die zu Spenden aus allen Bereichen der Gesellschaft führte. Die Bemühungen des Marineverbandes führten zu Milli Piyango, der türkischen Staatslotterie, die darauf weitere Mittel für den Flottenausbau beschaffte.
Muavenet-i Milliye wurde zusammen mit ihren drei Schwesterschiffen 1910 von der deutschen kaiserlichen Marine beschafft. Es handelte sich um die vier Schichau-Boote S 165 bis S 168, die den modernsten Typ des deutschen Hochseetorpedobootes darstellten. Sie waren gerade fertiggestellt worden. In der kaiserlichen Marine wurden sie durch Boote mit gleichen Nummern ersetzt, die als letzte der Bauserie 1911 in den Dienst kamen. Sie gehörten zum Typ Großes Torpedoboot 1906, von denen die Hochseeflotte von 1907 bis 1911 60 Boote erhielt, die auf drei Werften (Schichau, Vulcan und Germaniawerft) gebaut wurden. Sie unterschieden sich in Größe und Bewaffnung und wuchsen in der Bauzeit etwa um ein Drittel. Nur die ersten 21 Boote hatten noch Expansionsmaschinen, der Rest wurde von Turbinen angetrieben.
Boote dieser Größe wurden in anderen Marinen als Zerstörer bezeichnet.

## Einsatzgeschichte
Die Boote wurden 1910 zusammen mit den vom Osmanischen Reich angekauften deutschen Linienschiffen Kurfürst Friedrich Wilhelm und Weißenburg ausgeliefert.

### Balkankriege
Die vier neuen Torpedoboote / Zerstörer gehörten während der Balkankriege zur osmanischen Flotte, die den Ausbruch aus den Dardanellen in zwei Gefechten mit der griechischen Flotte nicht schaffte. Muavenet-i Milliye erhielt 1912 Ahmed Saffet als Kommandanten, einen Leutnant, der zur neuen Generation türkischer Offiziere gehörte, die darauf trainiert waren, moderne Waffen einzusetzen.

### Offensive im Schwarzen Meer

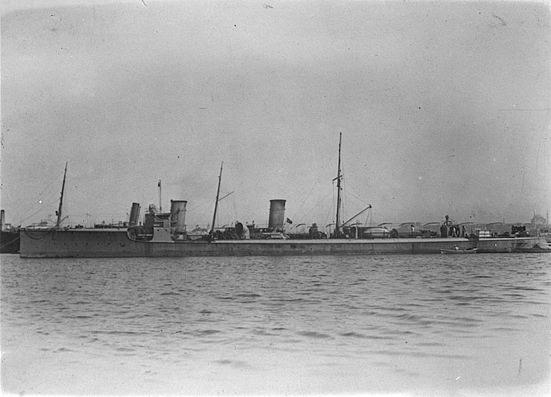
Muavenet-i Milliye

Am 27. Oktober 1914 versammelte der neue osmanische Flottenchef, Vizeadmiral Wilhelm Souchon, den Schlachtkreuzer Yavuz Sultan Selim, die Kreuzer Midilli und Hamidiye, die Torpedokanonenboote Berk-i Satvet und Peyk-i Şevket, die Zerstörer Gayret-i Vataniye, Muavenet-i Milliye, Taşoz und Samsun sowie die Minenleger Nilufer und Samsun bei Kilyos, an der Küste nördlich von Istanbul, um die Offensive im Schwarzen Meer zu beginnen. Erstmals seit fast 40 Jahren wollte die osmanische Marine eine große Operation im Schwarzen Meer ausführen. Getarnt als Übung, erfuhren die Kommandanten erst auf See bei einer Besprechung auf der Yavuz die Pläne Souchons, der eine Vielzahl russischer Häfen angreifen wollte. Nach der Absprache mit dem osmanischen Kriegsminister Enver Pascha sollte er sich auf den Kampf mit der russischen Flotte konzentrieren.
Nach dem Plan sollte jetzt die Yavuz mit den Zerstörern Taşoz, Samsun und einem Minenleger Sewastopol angreifen; Midilli und Berk-i Satvet sollte gegen Noworossijsk vorgehen und Minen in der Straße von Kertsch legen; die Hamidiye sollte Feodossija beschießen; die Gayret-i Vataniye unter Ayasofyali Ahmet und die Muavenet-i Milliye sollten mit einem Minenleger Odessa angreifen und Minen bei Ochakiv legen; die Peyk-i Şevket hatte den Auftrag, das Unterwasserkabel zwischen Warna und Sewastopol zu zerstören.

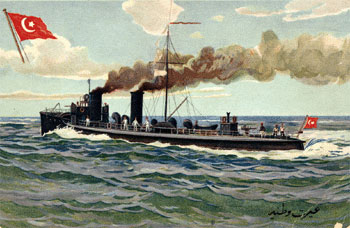
Gayret-i Vataniye

Die Muavenet-i Milliye war mit der Gayret-i Vataniye unter Ayasofyali Ahmet als erste Gruppe am Ziel. Die beiden Torpedoboote liefen am 29. Oktober um 3:00 Uhr morgens in den Hafen von Odessa und überraschten die Russen vollständig. Das Kanonenboot Donez wurde durch einen Torpedo der Gayret-i Vataniye versenkt, das Kanonenboot Kubanez durch Geschützfeuer beschädigt, der Minenleger Beshtau in Brand gesetzt und vier Handelsschiffe beschädigt. Die beiden türkischen Torpedoboote beschossen den Hafen fast eine Stunde lang, zerstörten das Elektrizitätswerk und beschädigten ein Öllager. Während dieser Zeit legte der Minenleger Samsun 28 Minen zwischen Odessa und Sewastopol. Dann marschierten die drei bei Odessa eingesetzten Schiffe unbehelligt zurück nach Konstantinopel. So erfolgreich der Angriff war, warnte er aber auch die Russen, die in Sewastopol zwei Stunden später auf das Eintreffen der Hauptmacht vorbereitet waren.
Am 3. April 1915 wurden die Leichten Kreuzer Hamidiye und Mecidiye mit den vier Zerstörern Muavenet-i Milliye, Yadigar-i Millet, Taşoz und Samsun gegen Odessa eingesetzt. Die Mecidiye lief kurz vor dem Ziel auf eine Mine und sank in flachem Wasser, wobei 26 Männer den Tod fanden. Die Hamidiye rettete die Besatzung der Mecidiye, während der begleitende Zerstörer Yadigar mit einem Torpedo versuchte, die Mecidiye völlig zu zerstören, was nicht gelang.

### Versenkung derGoliath

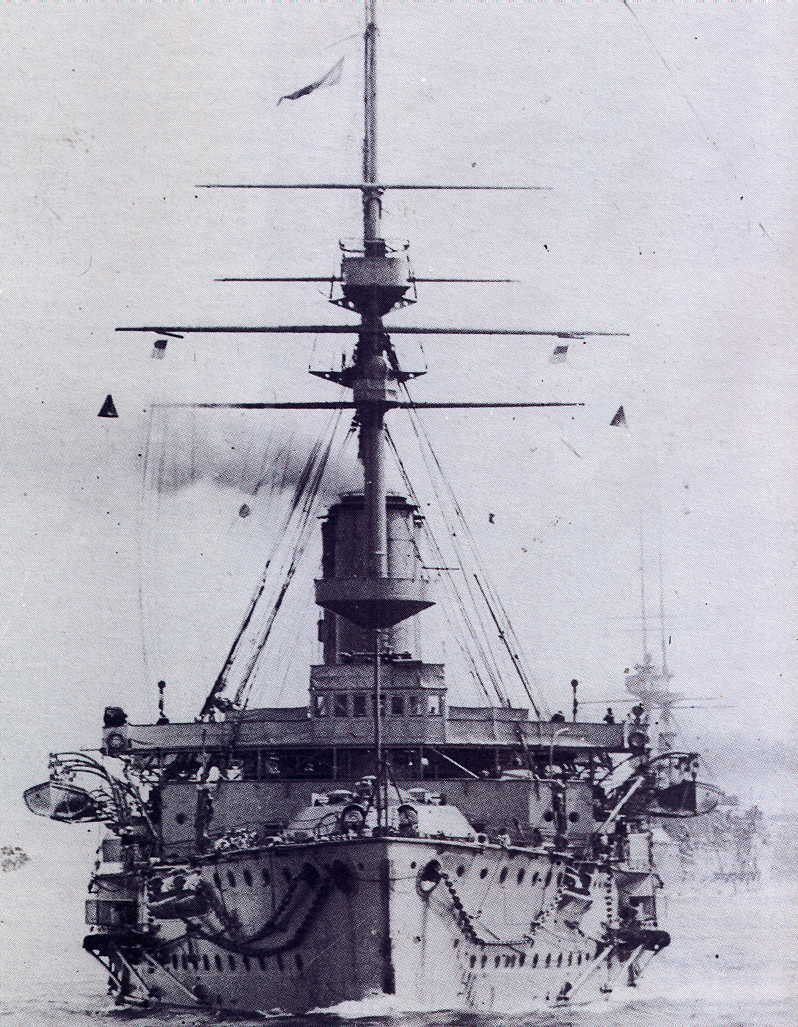
Goliath

Am 25. April 1915 erfolgte die Landung am Kap Helles im Rahmen des alliierten Versuchs, die Halbinsel Gallipoli zu erobern und den Durchbruch durch die Dardanellen zu erzwingen. Die alliierte Flotte gab den gelandeten Truppen Artillerieunterstützung.
Die Franzosen hatten in ihren Abschnitt bei Kap Helles um Hilfe gegen türkische Gegenangriffe gebeten, die Kerevizdere zurückerobern wollten. Deshalb beschossen jede Nacht zwei Linienschiffe die türkischen Stellungen. Die Türken wollten durch einen Angriff auf die Linienschiffe diese Unterstützung unterbinden. Die Aufgabe wurde der Muavenet-i-Milliye übertragen. Während des Tages hatte der deutsche Kapitänleutnant Rudolph Firle mit zwei weiteren Offizieren die Umgebung der Morto Bay erkundet, bevor sie auf der Muavenet-i Milliye einstiegen, um den Torpedoangriff durchzuführen. Sie war am 10. Mai mittags an den Dardanellen eingetroffen und hatte sich auf den Einsatz vorbereitet. Am 12. Mai begann gegen 18:40 Uhr der Angriff der Muavenet-i-Milliye. Zwischen 19:00 und 19:30 Uhr passierte sie die Minensperren und ankerte um 19:40 Uhr bei Soganlidere, um bis Mitternacht zu warten. In der Nacht vom 12. auf den 13. Mai 1915 war die Goliath mit der Cornwallis im Schutz von fünf Zerstören in der Morto Bay bei Kap Helles. Die Scheinwerfer der Linienschiffe wurden gegen 23:30 Uhr gelöscht. Die Muavenet-i-Milliye ging um 00:30 Uhr ankerauf und fuhr auf die europäische Seite der Dardanellen. Die alliierten Zerstörer bemerkten diese Bewegung nicht.
Gegen 01:00 Uhr hatte die Muavenet-i-Milliye den Sicherungsring der Zerstörer passiert und die Goliath direkt vor sich. Die Goliath fragte nach dem Erkennungssignal, die Muavenet-i-Milliye schoss die beiden ersten Torpedos. Der erste traf auf Höhe der Brücke, der zweite nahe dem Schornstein. Zur Sicherheit schoss die Muavenet auch noch den dritten Torpedo auf die Goliath, die kenternd nochmals ins Heck getroffen wurde. Das Linienschiff sank sehr schnell, 570 Mann der 700-köpfigen Besatzung verloren ihr Leben.
Der Untergang der Goliath führte zu Wechseln in der Führung der Royal Navy. Zwei Tage später trat der Erste Seelord, Admiral Fisher, im Streit mit dem Ersten Lord der Admiralität, Winston Churchill, zurück, der am 17. Mai auch zurücktrat. Es wurde offenbar, dass die bisherigen Planungen die Lage falsch eingeschätzt hatten. Die folgenden Verluste der Triumph bei Anzac Cove und der Majestic bei Cape Helles, die beide von U 21 torpediert wurden, bestätigten dies.
Obwohl die Muavenet-i Milliye sofort nach dem ersten Torpedotreffer entdeckt, unter Feuer genommen und von den Zerstörern Wolverine und Pincher verfolgt wurde, konnte sie entkommen. Der Kommandant der Muavenet-i-Milliye, Leutnant Ahmet Saffet Bey, der deutsche Kapitänleutnant Rudolph Firle, seine beiden Hilfskräfte und die 90 Mann starke türkische Besatzung wurden bei ihrer Rückkehr nach İstanbul als Helden gefeiert, alle Lichter entlang des Bosporus waren zu ihren Ehren erleuchtet, sie wurden befördert und ausgezeichnet. Für die Versenkung der Goliath wurde Ahmet Saffet Bey zum Major befördert. Rudolph Firle erhielt neben verschiedenen österreich-ungarischen und türkischen Auszeichnungen das Eiserne Kreuz I. Klasse.
Für beide war dieser Versenkungserfolg vermutlich auch förderlich für ihre Nachkriegskarrieren. Ahmet Saffet Bey war kurz türkischer Marineminister und in der Politik tätig. Rudolph Firle wurde während des Nationalsozialismus 1933 Vorstandsvorsitzender des Norddeutschen Lloyd.

### Weitere Einsätze
Nach dem Abzug der Alliierten von Gallipoli wurde die Muavenet-i Milliye vor allem zur Sicherung der Kohlefrachter an der Schwarzmeerküste eingesetzt, deren Fracht für die Einsatzbereitschaft der osmanischen Flotte lebenswichtig war. Am 5. September 1915 begleitete sie drei Kohlefrachter von Zonguldak nach Istanbul zusammen mit ihrem Schwesterschiff Numune-i Hamiyet und der Hamidiye als die russischen Zerstörer Bystry und Pronzitelni angriffen. Da die 15-cm-Geschütze des Kreuzers ausfielen, konnten die osmanischen Schiffe die Transporter nicht verteidigen, die sich auf den Strand setzten, um nicht in russische Hände zu fallen. Die Yavuz Sultan Selim traf zu spät ein, um die Kohlenfrachter zu retten.

### Verbleib
Im Jahr 1918 wurde das Schiff stillgelegt und abgerüstet. In der Folge wurde es auf der Taşkızak-Werft in Istanbul als Lagerschiff benutzt und schließlich 1953 abgebrochen.

## Weitere Namensträger
Drei Schiffe der türkischen Marine trugen den Namen Muavenet zum Gedenken an das Torpedoboot, das den größten Einzelerfolg eines Schiffs der osmanischen Marine erzielte.
- Muavenet, ein in Großbritannien vor dem Zweiten Weltkrieg bestellter Zerstörer der Demirhisar-Klasse; der zunächst von der Royal Navy angekauft als HMS Inconstant im Dienst war und 1946 doch noch an die türkische Marine ging
- Muavenet, (DM 357), ehemals amerikanische Zerstörer Gwin (DM-33) aus der Minenlegerversion der Allen-M.-Sumner-Klasse wurde der türkischen Marine 1971 geliefert; während einer NATO-Übung 1992 von zwei Sea-Sparrow-Raketen der Saratoga getroffen; 1993 abgebrochen
- Muavenet, frühere amerikanische Fregatte Capodanno (FF-1903) der Knox-Klasse, die an die Türkei als Entschädigung für den schwer beschädigten Zerstörer geliefert wurde.

Auch eines der ersten Flugzeuge der türkischen Streitkräfte, ein Blériot-XI-Eindecker, führte den Namen Muavenet-i Milliye.
Mit dieser Maschine flogen Hauptmann Fethi Bey und Sadik Bey von Istanbul ab dem 8. Februar 1914 in Richtung Ägypten über Eskishehir, Afyon, Konya, Tarsus, Adana, Aleppo, Homs und erreichten Beirut am 15. Februar. Am 19. starteten sie wieder, mussten allerdings östlich der Stadt am Beirut River wegen eines Motorschadens notlanden. Nach der Reparatur ging es am 24. weiter nach Damaskus. Am 27. erfolgte der Start nach Jerusalem. Über dem Golan stürzte die Maschine nahe Samakh ab. Fethi Bey und Sadik Bey starben bei dem Absturz und wurden in Damaskus nahe der Umayyad Moschee beerdigt.

## Schicksal der Schwesterboote
Die Kiellegung aller vier Boote erfolgte 1908 bei der Schichau-Werft in Elbing für die Kaiserliche Marine, für die sie auch noch vom Stapel liefen; abgeliefert wurden die Boote im September 1910 an die Türkei.
| Schiff                      | Stapellauf         | Lebenslauf |
| --------------------------- | ------------------ | --- |
| SMS S 166 Yadigar-i Millet  | 24. April 1909     | 1. Zerstörerdivision. Am 3. April 1915 mit den Leichten Kreuzern Hamidiye und Mecidiye, dem Schwesterboot Muavenet-i Milliye, sowie der Taşoz und Samsun gegen Odessa eingesetzt. Die Mecidiye lief kurz vor dem Ziel auf eine Mine und sank in flachem Wasser. Die Yadigar versuchte mit einem Torpedo, die Mecidiye völlig zu zerstören, was nicht gelang. Am 29. Juni 1915 Angriff auf das britische U-Boot E14 westlich von Marmara. Ein Torpedo verfehlte das U-Boot. Weiter in der U-Boot-Sicherung im Marmarameer bis August 1915. In der Nacht vom 9./10. Juli 1917 unter Binbaşı (Korvettenkapitän) Cesmeli Raif Said durch den Bombenangriff eines britischen Handley-Page-Flugzeugs im Istinye-Hafen in Istanbul versenkt. 29 Seeleute starben. Der Angriff galt der in Nähe liegenden Yavuz. Erst nach einiger Zeit gehoben und Versuch der Reparatur. Im Dezember 1918 in Istanbul stillgelegt und dann wieder gesunken. 1924 abgebrochen. |
| SMS S 167 Numune-i Hamiyet  | 3. Juli 1909       | Im April 1915 U-Boot-Sicherungsdienst im Marmarameer. Am 10. Mai 1915 entdeckte sie die russische Flotte auf dem Anmarsch zum Bosporus, lieferte sich ein kurzes Gefecht mit begleitenden Minensuchern und führte die Yavuz über Funk heran. Die Russen brachen nach einem Gefecht ihren Angriff ab. Am 5. September 1915 begleitete sie drei Kohlefrachter von Zonguldak nach Istanbul zusammen mit ihrem Schwesterboot Muavenet-i Milliye und dem Kreuzer Hamidiye, als die russischen Zerstörer Bystry und Pronzitelni angriffen. Da die 15-cm-Geschütze des Kreuzers ausfielen, konnten die osmanischen Schiffe die Transporter nicht verteidigen, die sich auf den Strand setzten, um nicht in russische Hände zu fallen. Am 20. Januar 1918 am Angriff auf Imbros teilgenommen. 1919 bis 1923 stillgelegt im Goldenen Horn, dann abgebrochen. |
| SMS S 168 Gayret-i Vataniye | 30. September 1909 | 1. Zerstörerdivision unter Ayasofyali Ahmet mit der Muavenet-i Milliye am 29. Oktober 1914 Odessa angegriffen und das Kanonenboot Donez mit einem Torpedo versenkt. Die Gayret begleitete unter Kasımpaşalı Cemil Ali Bey am 10. Mai 1915 die Transporter Patmos und Gülcemal, die Truppen von Istanbul nach Çanakkale transportierten, im Marmara-Meer, als das britische U-Boot HMS E14 angriff. E14 verfehlte die Patmos, traf jedoch die Gülcemal. Zwei eintreffende Fähren übernahmen Truppen und Material und das getroffene Schiff konnte nach Istanbul eingeschleppt werden. In der U-Boot-Sicherung im Marmarameer auch im August 1915. Die Gayret lief am 28. Oktober 1916 auf vorher nicht bekannte Felsen vor der bulgarischen Küste vor Balchik nahe Warna, konnte nicht geborgen werden und wurde am 30. aufgegeben. |